# Sungai Petai (Talo Kecil)
Sungai Petai is een bestuurslaag in het regentschap Seluma van de provincie Bengkulu, Indonesië. Sungai Petai telt 700 inwoners (volkstelling 2010).